# Zena Marshall
Zena Moyra Marshall, född 1 januari 1926 i Nairobi, Kenya, död 10 juli 2009 i London, var en brittisk skådespelerska.

## Filmografi (urval)
- 1945 – Caesar och Cleopatra - hovdam (ej krediterad)
- 1947 – Den hemlighetsfulla floden - Sante
- 1948 – Att älska är farligt - Lisette
- 1948 – 7 farliga människor - italiensk flicka som flirtar med Joe
- 1948 – Miranda, sjöjungfrun - sekreterare
- 1948 – Flicka på glid - Annie Farrell
- 1948 – Sovvagn till Venedig - Suzanne
- 1949 – Kvinnorna kring Byron - italiensk kvinna (ej krediterad)
- 1950 – Ubåt saknas - marinlotta
- 1950 – Försvunnen i Paris - Nina
- 1951 – Högt spel - Honeychild
- 1955 – De tre mordens gåta - vacker blondin
- 1957 – Drömresan - Helene
- 1962 – Agent 007 med rätt att döda - Miss Taro
- 1965 – Dessa fantastiska män i sina flygande maskiner - Sophia Ponticelli